# Михаило Маринковић
Михаило Маринковић (1. август 1900 — 1919) био је француски пилот ловачких авиона, поријеклом Србин.
Током Првог свјетског рата, 1916. године, ступио је у коњичке јединице. Марта идуће године је прешао у авијацију и постао пилот-ловац. Већ септембра 1917. године оборио је први њемачки авион. До краја рата је постигао 22 ваздушне побједе.
Послије рата, 1919. године, погинуо је у ваздухопловном удесу. Одликован је француским орденом Легије части (Légion d'honneur) и другима.